# Laurent Dussaux
 (janvier 2022).
Laurent Dussaux, né le 8 octobre 1958 à Déville-lès-Rouen, est un réalisateur et scénariste de cinéma français. Il a réalisé en 1984 un documentaire sur les anciens combattants africains de la Première Guerre mondiale.

## Filmographie

### Réalisateur

#### Cinéma
- 1984 : Combattants africains de la grande guerre (documentaire)
- 1988 : La Septième dimension
- 2000 : Le Cœur à l'ouvrage
- 2005 : Avant qu'il ne soit trop tard

#### Séries télévisées
- 1996 : Combats de femme
- 1997 : L'histoire du samedi
- 1998 - 2002 : Joséphine, ange gardien
- 2007 : Confidences
- 2007 : Suspectes
- 2010 - 2016 : Fais pas ci, fais pas ça
- 2015 : Hard
- 2019 : Double Je
- 2020 : Réunions

#### Téléfilms
- 1997 : La Vie en face
- 1998 : Un étrange héritage
- 2000 : Route de nuit
- 2001 : Un homme à défendre
- 2001 : Tout va bien c'est Noël
- 2003 : Un bébé noir dans un couffin blanc
- 2004 : Les Robinsonnes
- 2004 : Lune rousse
- 2006 : Le  Porte-bonheur
- 2013 : Un homme au pair
- 2018 : Roches Noires
- 2019 : L'Héritage
- 2020 : Meurtres à la Pointe du Raz

### Scénariste

#### Cinéma
- 1992 : Les Enfants du naufrageur de Jérôme Foulon
- 1996 : L'Échappée belle d’Étienne Dhaene

#### Télévision

##### Séries télévisées
- 1996 : Combats de femme
- 2000 : Vérité oblige
- 2007 : Confidences
- 1998 - 2002 : Joséphine, ange gardien

##### Téléfilms
- 2006 : Le porte-bonheur
- 2013 : Un homme au pair avec Antoine Duléry